# Matanzas (província)
Matanzas ou, na sua forma portuguesa, Matanças é uma das quinze províncias de Cuba. Sua capital é a cidade de Matanzas.
A população urbana é de 557 habitantes, ou seja, 83,1 % da população total.

## Municípios
A província de Matanzas está subdividida em 13 municípios.
| Município         | População (2004) | Área (km²) | Coordenada geográfica        | Comentários                                                  |
| ----------------- | ---------------- | ---------- | ---------------------------- | ------------------------------------------------------------ |
| Calimete          | 29736            | 958        | 22° 32′ 02″ N, 80° 54′ 35″ O |                                                              |
| Cárdenas          | 103087           | 566        | 23° 02′ 34″ N, 81° 12′ 13″ O | Anexou o território do extinto município de Varadero em 2010 |
| Ciénaga de Zapata | 8750             | 4320       | 22° 17′ 17″ N, 81° 11′ 51″ O | Playa Larga                                                  |
| Colón             | 71579            | 597        | 22° 43′ 21″ N, 80° 54′ 23″ O |                                                              |
| Jagüey Grande     | 57771            | 882        | 22° 31′ 46″ N, 81° 07′ 57″ O |                                                              |
| Jovellanos        | 58685            | 505        | 22° 48′ 38″ N, 81° 11′ 52″ O |                                                              |
| Limonar           | 25421            | 449        | 22° 57′ 22″ N, 81° 24′ 31″ O |                                                              |
| Los Arabos        | 25702            | 762        | 22° 44′ 24″ N, 80° 42′ 57″ O |                                                              |
| Martí             | 23475            | 1070       | 22° 57′ 09″ N, 80° 55′ 00″ O |                                                              |
| Matanzas          | 143706           | 317        | 23° 03′ 05″ N, 81° 34′ 30″ O | Capital provincial                                           |
| Pedro Betancourt  | 32218            | 388        | 22° 43′ 50″ N, 81° 17′ 27″ O |                                                              |
| Perico            | 31147            | 278        | 22° 46′ 31″ N, 81° 00′ 54″ O |                                                              |
| Unión de Reyes    | 40022            | 856        | 22° 48′ 02″ N, 81° 32′ 13″ O |                                                              |